# 14873 Shoyo
14873 Shoyo eller 1990 UQ2 är en asteroid i huvudbältet som upptäcktes den 28 oktober 1990 av de båda japanska astronomerna Matsuo Sugano och Kōyō Kawanishi vid Minami-Oda-observatoriet. Den är uppkallad efter en skola i Japan.
Asteroiden har en diameter på ungefär 5 kilometer.